# سالفاتوري دي جيورجي
سالفاتوري دي جيورجي (بالإيطالية: Salvatore De Giorgi)‏ هو كاهن كاثوليكي إيطالي، ولد في 6 سبتمبر 1930 في فرنولي في إيطاليا.